# Тілугі рудохвостий
Тілу́гі рудохвостий (Drymophila genei) — вид горобцеподібних птахів родини сорокушових (Thamnophilidae). Ендемік Бразилії. Вид названий на честь італійського натураліста Карло Джузеппе Жене.

## Поширення і екологія
Руді тілугі мешкають на південному сході Бразилії, на південному сході Мінас-Жерайсу, на півдні Еспіріту-Санту, на північному сході Сан-Паулу та у Ріо-де-Жанейро. Вони живуть в бамбуковому підліску вологих гірських атлантичних лісів. Зустрічаються на висоті від 1000 до 2200 м над рівнем моря.